# Henrik 5. (Tysk-romerske rige)
 For alternative betydninger, se Henrik 5.. (Se også artikler, som begynder med Henrik 5.)
Henrik 5. (11. august 1081 - 23. maj 1125) var tysk konge fra 1105 til 1125 og tysk-romersk kejser fra 1111 til 1125 som den fjerde og sidste hersker af det saliske dynasti. Han var søn af Bertha af Torino og kejser Henrik 4. Han var gift med Matilda af England.
I Henrik 5.s regeringstid fandt Investiturstriden mellem kejseren og paven sin foreløbige løsning. Striden blev løst i 1122, da kejser Henrik 5. og pave Calistux 2. underskrev Wormskonkordatet. Højdepunktet i Investiturstriden var 45 år tidligere, da kejser Henrik 4. gik bodsgang til Canossa i 1077.
| Henrik 5.SalierneFødt: 11. august 1081 Død: 23. maj 1125 |                                                                          |                          |
| Titler som regent                                        |                                                                          |                          |
| Foregående: Henrik 4.                                    | Tysk-romersk kejser 1111–1125                                            | Efterfølgende: Lothar 3. |
| Foregående: Henrik 4.                                    | Tysk konge (formelt: Romernes Konge) 1099–1125 med Henrik 4. (1099–1105) | Efterfølgende: Lothar 3. |